# Bernie Ecclestone
Bernard Charles »Bernie« Ecclestone, britanski dirkač Formule 1 in športni funkcionar, * 28. oktober 1930,  Ipswich, Suffolk, Anglija, Združeno kraljestvo.
Bernie Ecclestone je nekdanji angleški dirkač Formule 1, nekdanji lastnik moštva Brabham in dolgoletni predsednik Formula One Management in Formula One Administration ter lastnik deleža v Alpha Prema, ki je lastnica Formula One Group. Zaradi tega je bil splošno uveljavljena avtoriteta Formule 1. Tabloidi se ga najpogosteje imenovali kar »F1 Supremo«. Njegova zgodnja vloga v Formuli 1 je bila najprej kot dirkač, toda na obe dirki v sezoni 1958 na katerih je nastopil se mu ni uspelo kvalificirati. Kasneje je bil manager dveh dirkačev, Stuarta Lewis-Evansa in Jochena Rindta. Leta 1972 je kupil moštvo Brabham in ga vodil petnajst let. Kot lastnik moštva je postal član društva konstruktorjev, Formula One Constructors Association. Njegov vpliv v Formuli 1 je rasel od začetka prodaje televizijskih pravic v poznih 70-tih in je predvsem finančni, toda glede na določbe v sporazumu Concorde so on in njegova podjetja upravljala tudi z administracijo, pripravo in logistiko vsake dirki za Veliko nagrado. Po štiridesetih letih vodenja ga je v starosti 86 let po menjavi lastnika komercialnih pravic Formule 1 na mestu predsednika zamenjal Chase Careyj, sam je ostal častni predsednik.